# Tessel (voornaam)
Tessel is een Nederlandse meisjesnaam. Hij wordt sporadisch ook gebruikt voor jongens.
Anno 2010 waren er 579 mensen in Nederland die Tessel als eerste naam hadden; 564 hiervan waren vrouwen, 15 mannen. In 2006 waren er 399 mensen in Nederland die Tessel als eerste naam hadden: 386 vrouwen, 13 mannen.

## Oorsprong

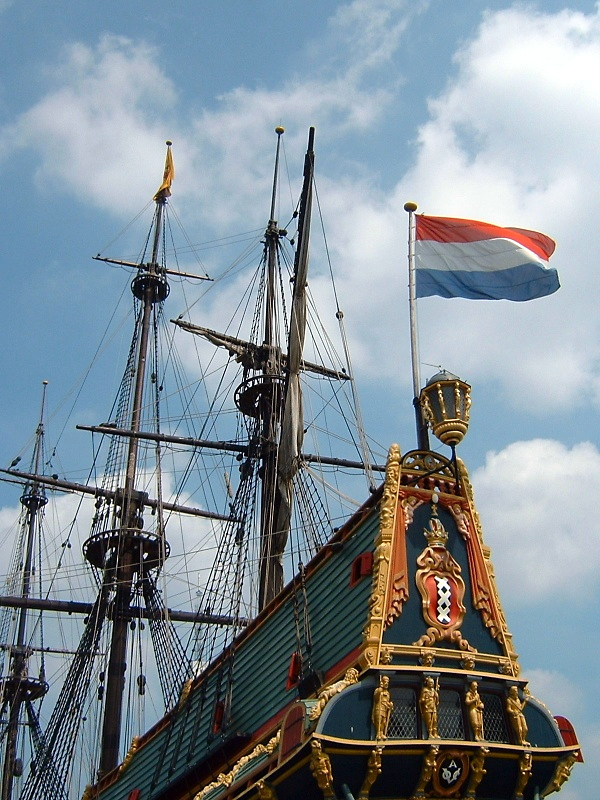
Schepen als de Batavia (1628) voeren langs Texel naar buiten

De naam is een verkorte versie van Tesselschade wat "schade bij Tessel" (Texel) betekent. 
Tesselschade dateert uit de tijd dat Amsterdam geen verbinding met de Noordzee had. Schepen die uitvoeren van Amsterdam voeren over de Zuiderzee langs Urk en gingen vaak voor anker bij Texel, om bij gunstige wind uit te varen. Texel was tevens de laatste plaats waar proviand kon worden ingeslagen. Omdat er veel schepen op de Texelse rede lagen, en het er behoorlijk kon spoken, was er bij Texel een reëel gevaar van schade. Een schip kon tijdens een storm van zijn anker worden geslagen en zo ook andere schepen beschadigen. Ook schepen van Hoorn en Enkhuizen moesten via Texels rede.

## Bekende naamdragers
- Maria Tesselschade Roemers Visscher, was de eerste die de naam Tesselschade droeg. Deze was door haar vader, een koopman, gegeven, nadat hij kerstavond 1593 door een zware storm vele schepen bij Texel kwijtraakte. Deze dochter Tesselschade werd maart 1594 geboren. Zij was dichteres en zangeres.[3]
- Tessel van der Lugt
- Tessel Middag
- Tessel Albedo
- Tessel Blok

## Achternamen
Tessel en Van Tessel zijn ook in Nederland voorkomende achternamen. Volgens het Meertens Instituut komt de achternaam Tessel ruim 100 keer voor, terwijl de naam Van Tessel ongeveer 200 keer voorkomt.

## Overig
- De vereniging Tesselschade-Arbeid Adelt zet zich in voor de economische zelfstandigheid van vrouwen.